# Falúa
Una falúa o faluca es un bote grande, de veinte o más remos, con dos mástiles y carroza a popa, que sirve para el uso de los generales y otras personas importantes.
No debe ser confundido con el falucho, embarcación pequeña a vela latina. Faluca y falucho tienen cognados con otros idiomas: así, falucho en inglés es felucca, que es distinto a faluca en español.

## Etimología
La palabra faluca procede del árabe: فلوکه faluka, ‘bote, pequeño barco’, que a su vez proviene del término griego ἐφόλκιον epholkion ‘bote, pequeño barco’.

## Partes
- Carroza de falúa: es la cubierta de armazón sencilla o compuesta, que sirve para defender de la intemperie y lluvia.

- Candeleros (Macarrones): son los que sirven para establecer la armazón de la carroza. Entre constructores se llaman macarrones.

- Crujía: es toda la parte que ocupan las panetas.

- Paneta o pana: son cada una de las tablitas levadizas que por la línea de centro que va de popa a proa, se endentan o encajan de un banco a otro para que la gente pase sobre ellas con seguridad. Taboada[cita requerida] la hace equivalente a pana.